# Sauvetage à l'eau
 (juillet 2019).
Le sauvetage à l'eau ou le travail de l'eau est un sport canin, dans lequel le chien évolue dans l'eau pour réaliser des exercices de sauvetage de personne ou de bateau sous la conduite de son maître.

## Définition du sauvetage à l'eau
Le concept de sauvetage à l'eau avec des chiens doit être compris comme le travail d’un couple indissociable maître/chien, comme pour le travail des chiens d’avalanche ou de catastrophe. La discipline est basée sur les points suivants :
- le travail d’assouplissement et d’obéissance à terre,
- l’instinct du chien à l’eau,
- le travail d’endurance à la nage,
- l'exécution d’exercices de sauvetage.

Il s’agit d’une discipline sportive et non d’une activité reconnue d’utilité publique. Elle repose essentiellement sur la complicité entre le maître et le chien et se traduit par un plaisir partagé tout en mettant en valeur les aptitudes et les qualités naturelles du chien.

## Origine en France
En 1968, le premier règlement du travail à l'eau fut rédigé par le club CFTCN et validé par la SCC (société centrale canine).
Créé au départ par le CFCTN (Club de Race du Chien de Terre-Neuve), le travail à l'eau reste une activité interne à cet organisme jusqu'en 1987, date à laquelle le règlement est modifié et validé par la SCC.
À partir de cette date, les épreuves deviennent officielles, et les résultats des chiens portés sur leur carnet de travail. Cependant, les concours n'étaient ouverts qu'aux chiens de race terre-neuve et landseer.
À la suite de la demande de participation aux épreuves de différents clubs de race, la SCC crée une Commission d'utilisation nationale pour le travail à l'eau (CUNTE) en juillet 1993 et ouvre la discipline aux races suivantes :
- terre-neuve et landseer
- berger de poddhale et berger polonais
- leonberg
- retriever

La dernière mise à jour de ce règlement date de 2017.
La Commission d'utilisation nationale de sauvetage à l'eau (CUNSE) organise tous les ans le championnat de France en mer et celui en eau douce, afin de départager les chiens qui ont le même niveau. Contrairement au passage des degrés, les chiens sont classés à l’issue de l’épreuve, et le meilleur obtient le titre de champion de France. Ce type de compétition permet notamment de motiver les maîtres à faire encore progresser leur chien, même après avoir réussi tous les examens.

## Catégories de chiens
En France les chiens doivent être de pure race et inscrits au LOF, Livre des origines français, (la confirmation n'est pas nécessaire) et que la race soit retenue par la CUNSE : terre-neuve, landseer, leonberg, berger des Tatras, retriever (labrador, golden retriever, flat-coated ….), bouvier bernois, terrier noir russe, saint-bernard, berger blanc suisse, hovawart, chien d'eau portugais et tous les chiens d’eau du 8e groupe. La CUNSE donne son accord sur demande du club de race pour qu'une nouvelle race soit admise dans cette discipline. Ensuite la CUNSE propose à la SCC pour acceptation définitive.

## Épreuves et classes de travail

### Réglementation
La Commission d'Utilisation Nationale de Sauvetage à l'Eau est maîtresse de la discipline.
Elle est seule habilitée à autoriser l’organisation des manifestations durant lesquelles se dérouleront les différentes épreuves du 1er degré au brevet de sauvetage en mer, du championnat et de la coupe.
Seuls les chiens inscrits au livre des origines de la Société centrale canine  ou un pays membre de la Fédération cynologique internationale seront admis à se présenter aux épreuves de sauvetage à l’eau. Ils devront être titulaires d'une licence délivrée par la CUNSE et d'un carnet de travail délivré par la Société centrale canine  ou un pays membre de la Fédération cynologique internationale (FCI).

### classes de travail
Il existe 5 classes :
- 1°degré : accessible aux chiens à partir de 12 mois.
- 2°degré : accessible aux chiens à partir de 15 mois.
- 3°degré : accessible aux chiens à partir de 18 mois.
- Sélectif : accessible aux chiens à partir de 18 mois.
- Brevet de sauvetage en mer : accessible à partir de 24 mois.

Le chien devra obtenir successivement les différents degrés, avant d'accéder au Brevet de sauvetage en mer (deux épreuves ne pouvant pas être passées le même jour).
À partir du 3e degré, la mention « Excellent » sera exigée pour pouvoir accéder au Brevet de sauvetage en mer, la mention « TB » sera exigée pour pouvoir accéder au degré sélectif.

## La compétition en France
un championnat de France en mer et en eau douce est organisé chaque année, accessible à l’issue de sélectifs,.

### Championnat de France en mer
| Année | Nom                  | Race                  | Maitre            | Organisation                                            |
| ----- | -------------------- | --------------------- | ----------------- | ------------------------------------------------------- |
| 2014  | Wizlo Eole           | chien d'eau portugais | Joseph Paulin     | le CFCTNL, section La Presqu'île les 21 et 22 juin 2014 |
| 2015  | Chumani delle Aivane | labrador              | Claudio Cazzaniga | club les Sentinelles des Côtes les 23 et 24 mai 2015    |
| 2016  | Wizlo Eole           | chien d'eau portugais | Joseph Paulin     | club ATNLA les 10 et 11 septembre 2016                  |
| 2017  | Foozy                | golden retriever      | Aurélie Denis     | club la Pommerit Jaudy les 22 et 23 avril 2017          |
| 2018  | Jedi                 | golden retriever      | Jérôme Prevot     | club ACSE La Presqu'ile les 23 et 24 juin 2018          |
| 2019  | Hlum                 | golden retriever      | Jean Yves Faguer  | club BASC les 8 et 9 juin 2019                          |

### Championnat de France en eau douce
| Année | Nom                    | Race                  | Maitre            | Organisation                                                             |
| ----- | ---------------------- | --------------------- | ----------------- | ------------------------------------------------------------------------ |
| 2014  | Wizlo Eole             | chien d'eau portugais | Joseph Paulin     | club Les Aqua Chiens 37 le 3 août 2014                                   |
| 2015  | Dubaï de Chil of Brice | terre-neuve           | Jérôme Prévot     | club CCSA le 20 septembre 2015                                           |
| 2016  | Foozy                  | golden retriever      | Aurélie Denis     | club des chiens sauveteurs de l'étang du puits le 12 juin 2016           |
| 2017  | Foozy                  | golden retriever      | Aurélie Denis     | club de Bubry Activités et Sports Canins les 16 et 17 septembre 2017     |
| 2018  | Jedi                   | golden retriever      | Jérôme Prevot     | club L'Aquatic Club Canin Les Pat'Eau Picard les 15 et 16 septembre 2018 |
| 2019  | D2                     | terre-neuve           | Koen Vanlanduyt   | St-cyr                                                                   |
| 2020  | Mave                   | Cheesepeake           | Claudio Cazzaniga | Club canin aquatic'pictave 17 juillet 2022 (pas d'erreur) à St Cyr       |
| 2022  | Jedi                   | golden retriever      | Jérome Prevot     | Les perles noires de Njord à Niort                                       |
| 2023  | Mave                   | cheesepeake           | Claudio Cazzaniga | Association choletaise de travail à l'eau le 14 mai Cholet               |
| 2024  | Packo                  | golden retriever      | François Briffaut | Nauticanin le 26 mai 2024                                                |

## Galerie

Entrainement sur la plage de Sainte-Cécile.
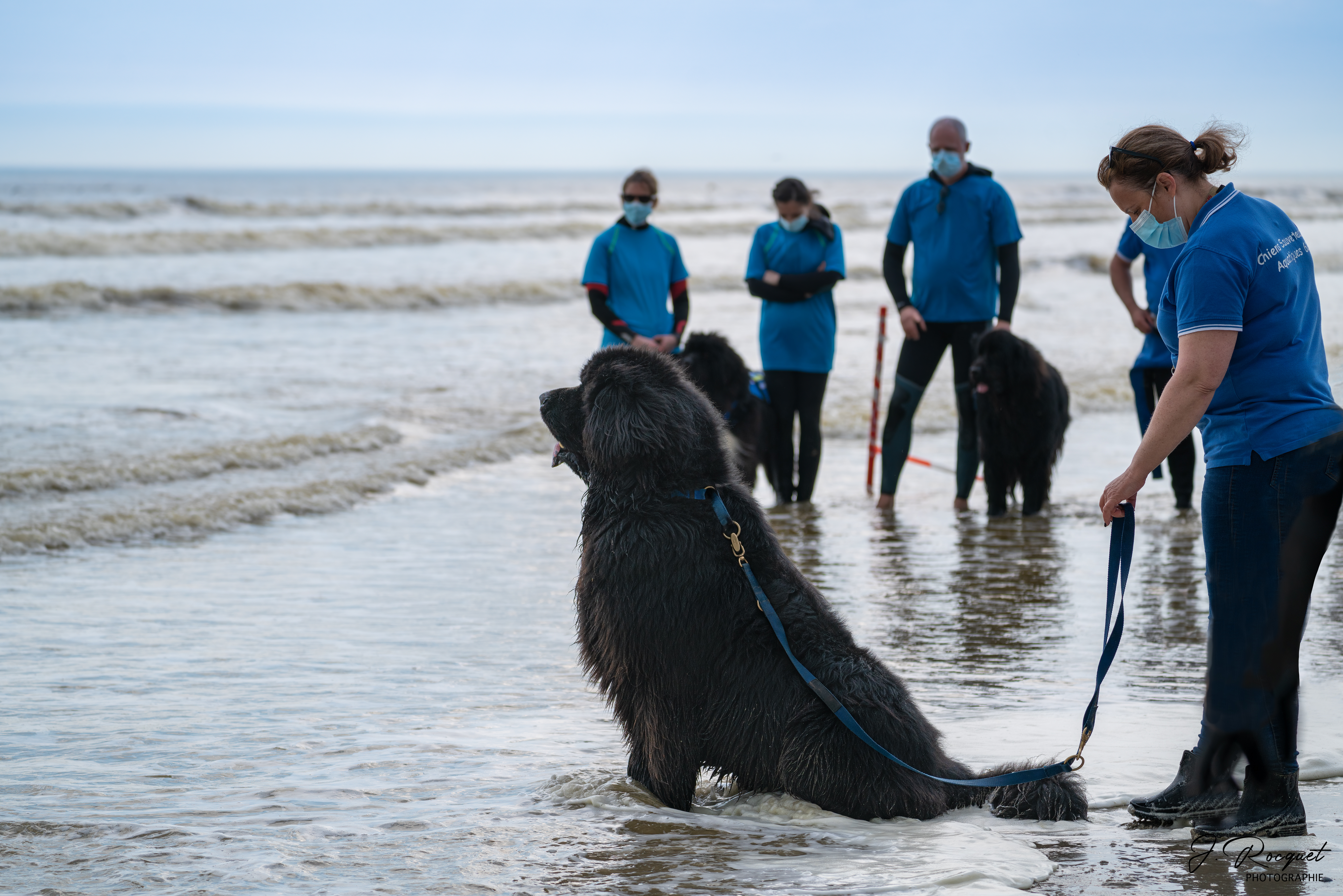
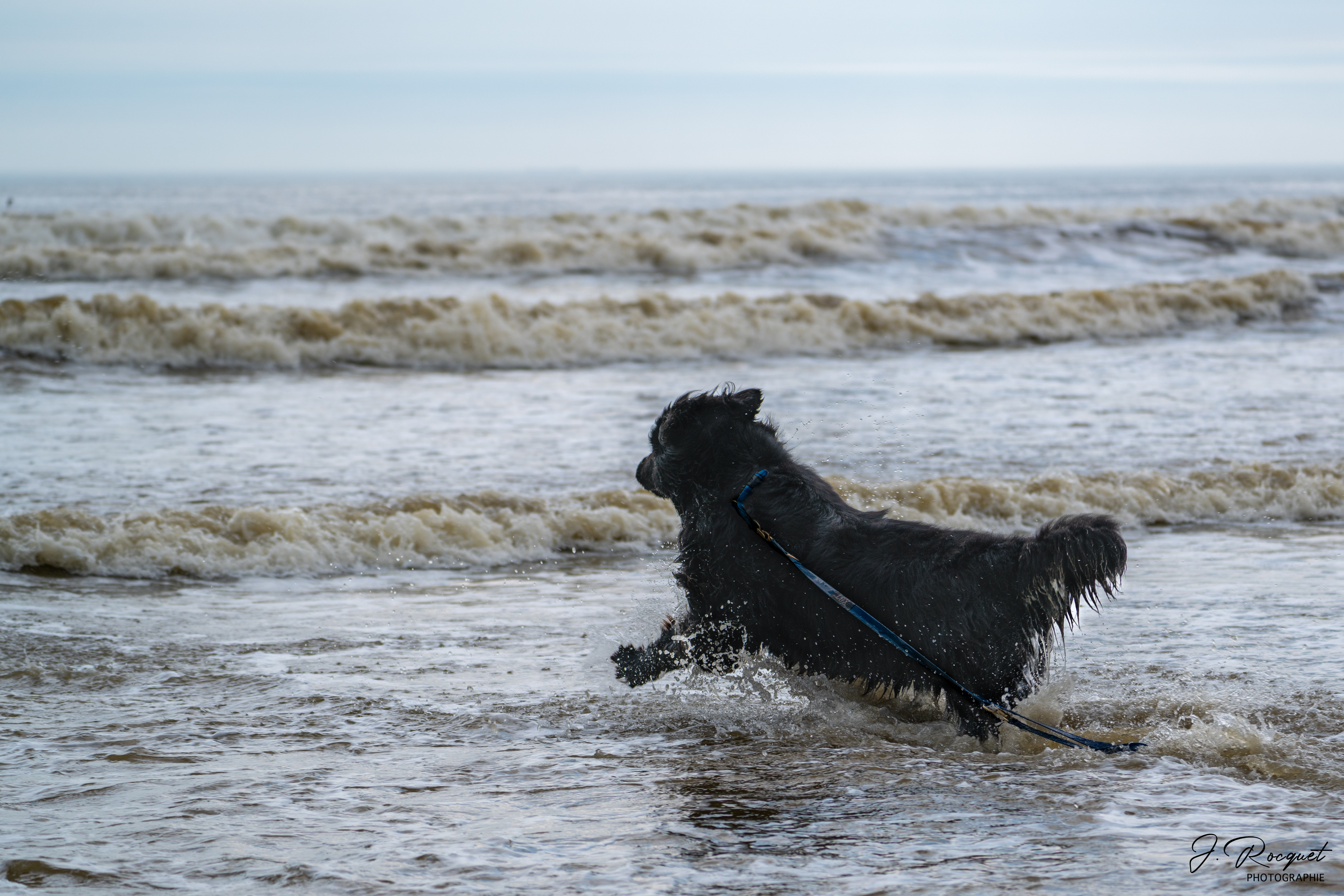
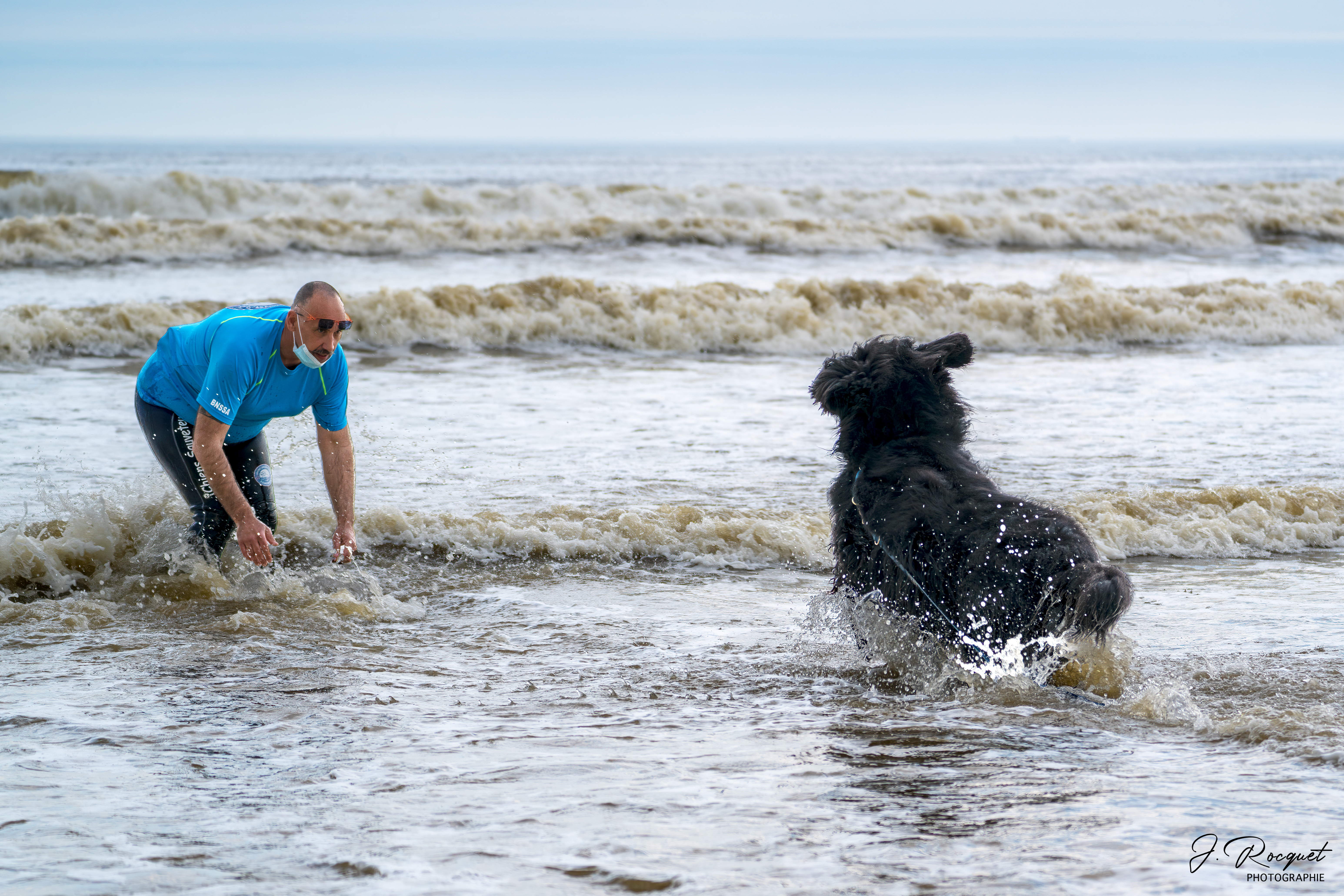
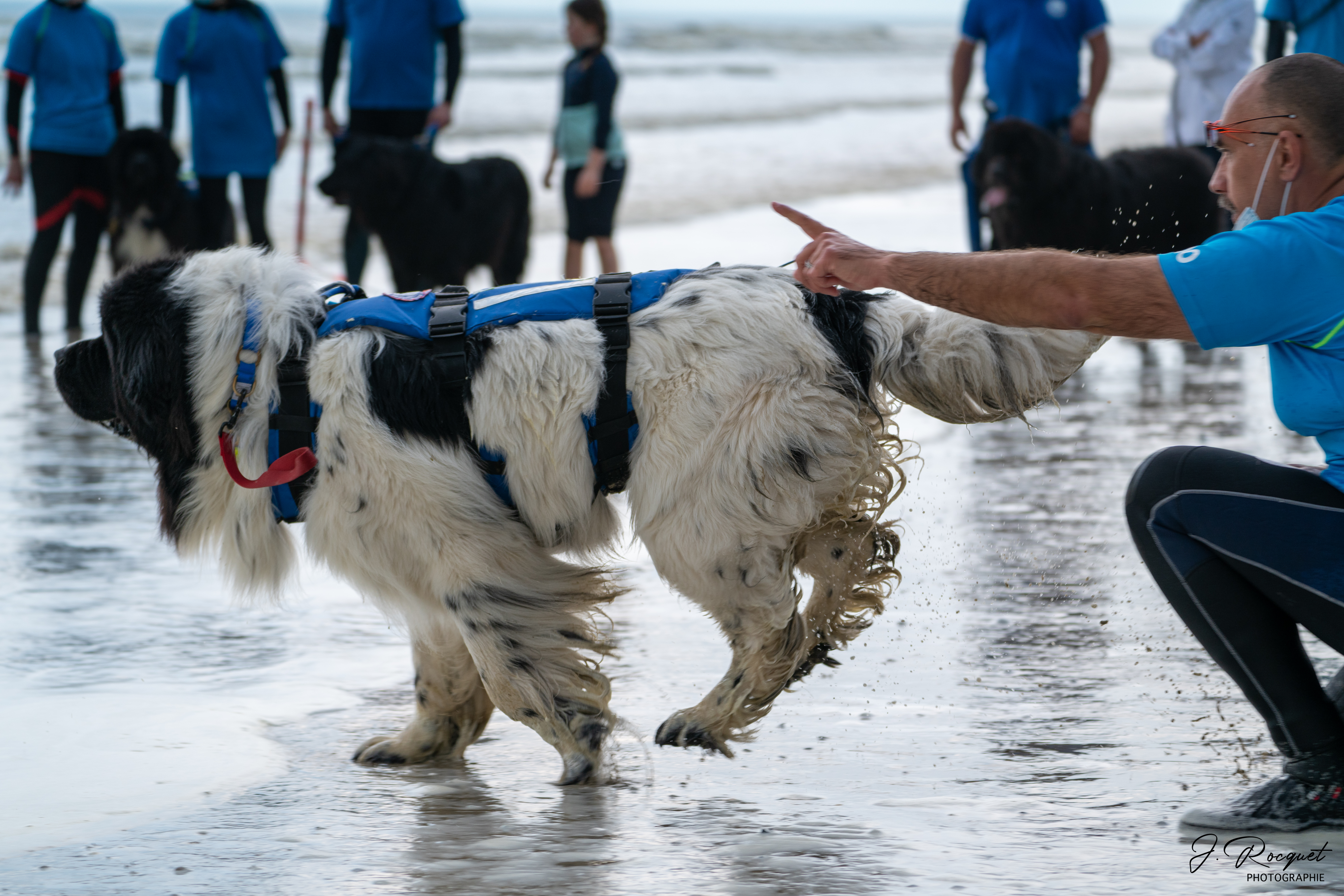
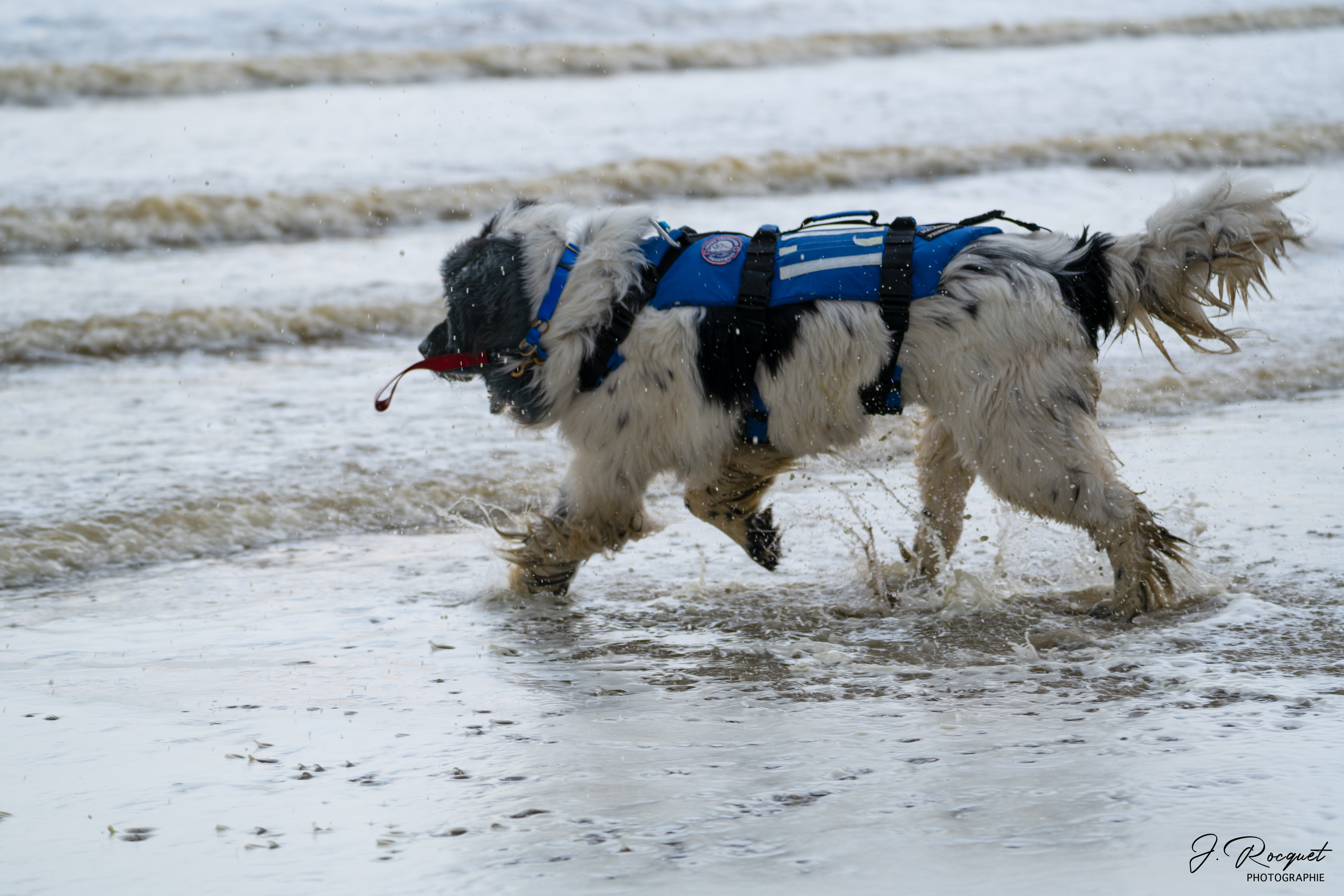